# Ride (singel Ciary)
Ride – pierwszy, główny singiel piosenkarki Ciary z jej czwartego studyjnego albumu Basic Instinct.
Piosenkarka wykonuje piosenkę z Ludacrisem, z którym wcześniej pracowała nagrywając jeden z jej debiutanckich singli Oh!, w 2008 roku nagrała z nim utwór High Price, który został zamieszczony na albumie Fantasy Ride i w 2010 roku nagrała wraz z nim i rapperem Pitbullem remix do singla How Low.
Singiel zadebiutował na liście Billboard Hot 100, na miejscu 93, gdzie po 7 tygodniach wzbił się na miejsce 71, które obecnie odnotowuje jako najwyższe. Singiel znalazł się także na liśce U.S. Hot Hip-Hop/RnB Songs odnotowując tam jak na razie najwyższą 18 lokatę. Jest to czternasty singiel Ciary, znajdujący się w Top 40 tego notowania.